# چرخ‌دنده مخروطی

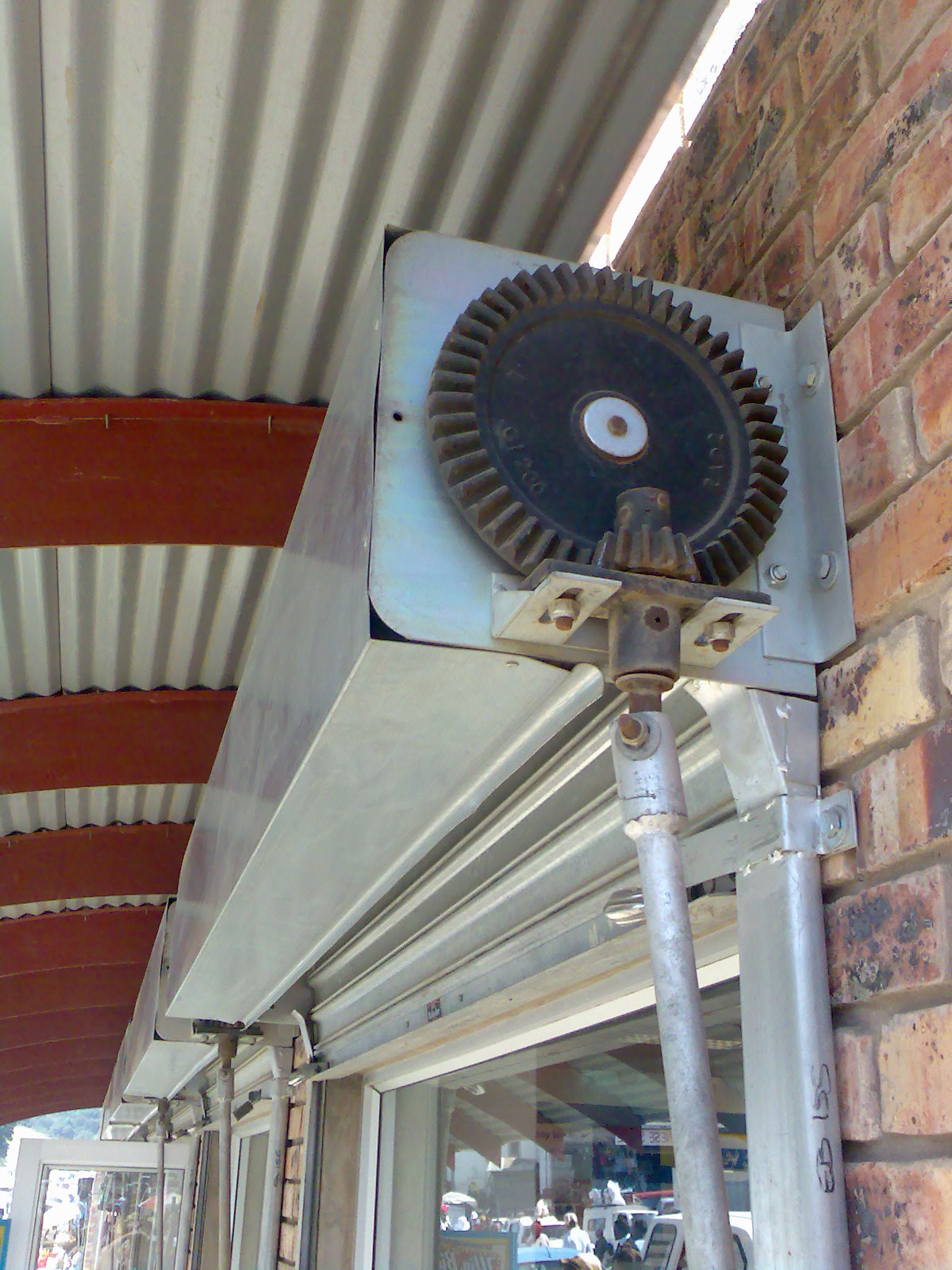
چرخ دنده مخروطی بر روی یک کرکره برقی.

چرخ دنده مخروطی (به انگلیسی: Bevel gear) به چرخ دنده‌هایی گفته می‌شود که محورهای دو شفت با هم تلاقی کرده و وجوه دندانه دار چرخ دنده‌ها به صورت مخروطی است. چرخ دنده‌های مخروطی اغلب روی شفت‌هایی نصب می‌شوند که با زاویه ۹۰ درجه نسبت به هم قرار دارند، اما می‌توانند برای کار در زوایای دیگر نیز طراحی شوند. سطح گام در این نوع چرخ دنده‌ها یک مخروط است.

## انواع
چرخ دنده‌های مخروطی از نظر هندسه در انواع مختلفی طبقه‌بندی می‌شوند:

چرخ دنده مخروطی مارپیچی (Spiral)

- چرخ دنده‌های مخروطی راست
- چرخ دنده مخروطی مارپیچی (Spiral)چرخ دنده‌های مخروطی مارپیچی

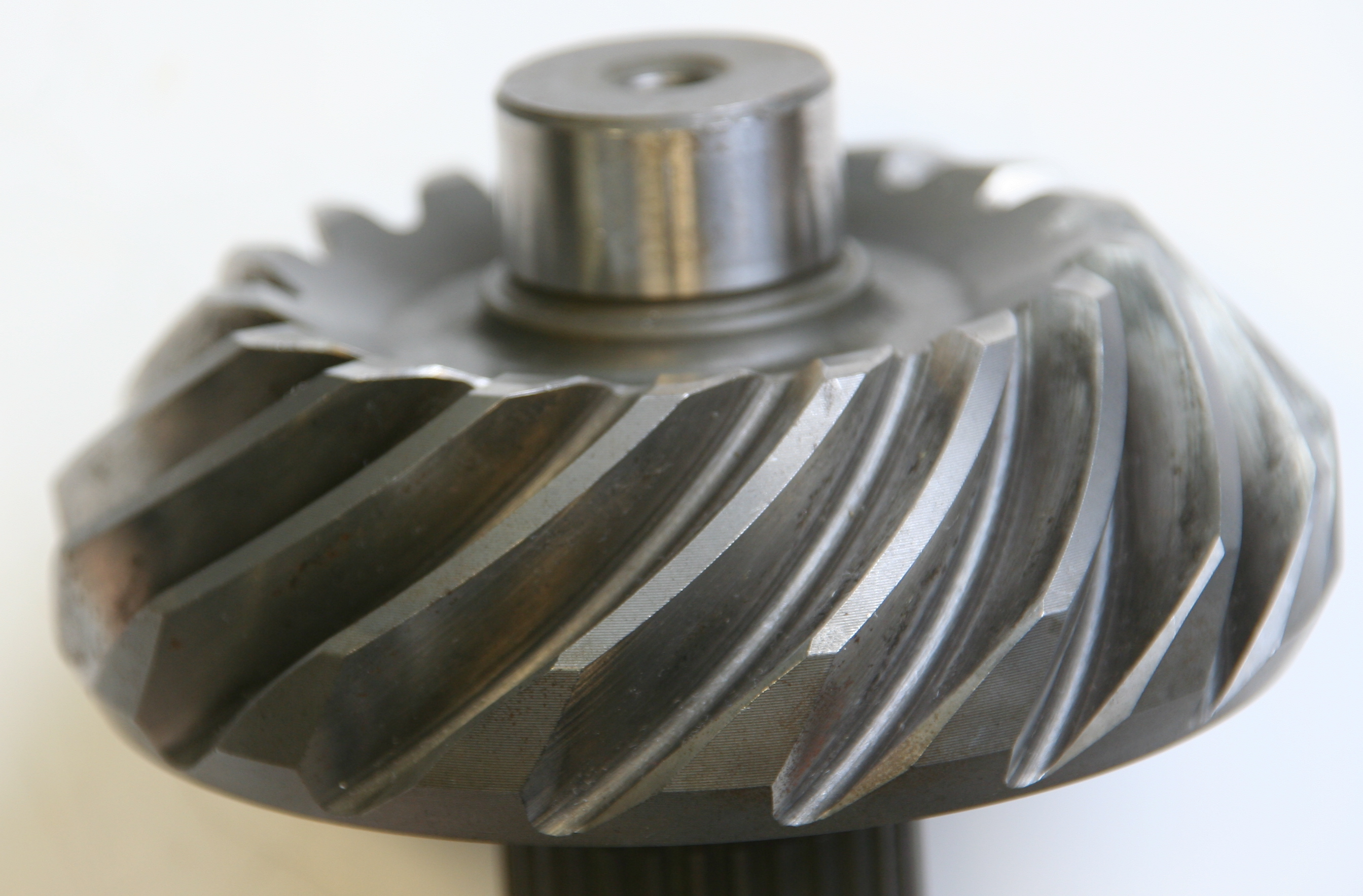
چرخ دنده مخروطی Hypoid

- چرخ دنده مخروطی Zerol
- چرخ دنده مخروطی Hypoidچرخ دنده مخروطی Hypoid

## چرخ دنده Mitre

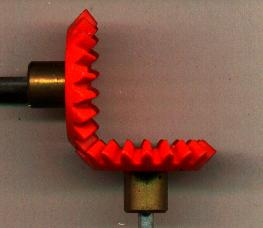
چرخ دنده Mitre

چرخ دنده Mitre حالت خاصی از چرخ دنده‌های مخروطی است که در آن تعداد دندانه‌ها در هر دو چرخ دنده یکسان است. شفت‌ها در زوایای قائمه نسبت به هم قرار داشته، و چرخ دنده‌ها، زوایا و سطوح گام همخوانی دارند، و سطح گام حالت مخروطی شکل دارد.
چرخ دنده‌های Mitre برای انتقال حرکت دورانی با زاویه ۹۰ درجه با نسبت ۱:۱ مفید هستند.